# حزب اراده ملت ایران
حزب اراده ملت ایران (حاما) در سال ۱۳۶۹ توسط جمعی از دانشجویان دانشکده حقوق و علوم سیاسی دانشگاه تهران تأسیس شد و در سال ۱۳۷۹ مجوز تأسیس از وزارت کشور دریافت نمود. اولین دبیرکل این حزب احمد حکیمی‌پور بود. دبیرکل فعلی این حزب افشین فرهانچی می‌باشد.

## تاریخچه
حاما یک حزب اصلاح طلب مستقل است و مشی سوسیال دموکرات دارد. این حزب اولویت خود را توسعه درون زا کشور و حل مشکلات قشرها مزدبگیر، کسبه و کشاورزان جامعه می‌داند.

## رویکرد
در هشتمین دوره انتخابات ریاست جمهوری ایران (۱۳۸۰) حاما از سید محمد خاتمی حمایت کرد. همچنین حزب اراده ملت ایران از حسن روحانی در انتخابات ریاست جمهوری سال ۱۳۹۲ و ۱۳۹۶ اعلام حمایت کرد همچنین در انتخابات دهمین دوره مجلس شورای اسلامی از این حزب یک نامزد (مصطفی کرمی) از حوزه انتخابیه تهران تأیید صلاحیت شد که در نهایت به نفع لیست امید انصراف داد و تنها شهاب‌الدین بی‌مقدار از حوزه انتخابیه تبریز، آذرشهر و اسکو توانست به مجلس راه پیدا کند.
حزب اراده ملت ایران در مرداد ماه سال ۱۳۹۹ با انتشار بیانیه ای از شورای هماهنگی جبهه اصلاحات خارج شد تا بعنوان یک حزب اصلاح طلب مستقل به کنش ورزی سیاسی بپردازد.
این حزب در انتخابات ریاست جمهوری سال ۱۴۰۰ نامزد اختصاصی نداشت اما در انتخابات ریاست جمهوری سال ۱۴۰۳ از مسعود پزشکیان حمایت نمود. افشین فرهانچی ریاست ستاد تشکلها و نهادهای مدنی دکتر پزشکیان و احمد حکیمی پور ریاست ستاد استان زنجان دکتر پزشکیان را بر عهده داشتند.

## نشریه
نشریه رسمی حزب، «اراده ملت» نام دارد و از تابستان ۱۳۹۷ انتشار آن شروع شده است.

## کنگره حزب
این حزب تاکنون ده کنگره برگزار نموده است (سالهای ۱۳۷۶– ۱۳۷۷ – ۱۳۸۰ – ۱۳۸۷ – ۱۳۹۱ – ۱۳۹۲ – ۱۳۹۳ – ۱۳۹۵– ۱۳۹۷–۱۴۰۰). کنگره آخر این حزب در سال ۱۴۰۰ بوده است و طی آن شورای مرکزی ۲۱ نفره حزب انتخاب شدند.

## انتشارات حزب
انتشارات حزب اراده ملت ایران تاکنون ۳۴ عنوان کتاب منتشر نموده است:
- حاما چه می‌گوید؟ ۱: پندار (مجموعه مرام نامه، اساسنامه، نظام‌نامه، منشور اخلاقی و آئین‌نامه‌های حزب اراده ملت ایران)
- حاما چه می‌گوید؟ ۲: گفتار یک (بیانیه‌ها و مواضع حزب اراده ملت ایران از ۱۳۷۹ تا ۱۳۹۷)
- حاما چه می‌گوید؟ ۳: کردار (تاریخچه مختصر حزب اراده ملت ایران و کنگره‌های آن)
- حاما چه می‌گوید؟ ۴: گفتمان (آسیب‌شناسی معرفتی جامعه ایرانی با نگاهی به گفتمان اصلاح طلبی)
- حاما چه می‌گوید؟ ۵: حزب اراده ملت ایران و شورا
- حاما چه می‌گوید؟ ۶: گفتار دو (بیانیه‌ها و مواضع حزب اراده ملت ایران از ۱۳۹۸ تا ۱۴۰۲)
- حاما چه می‌گوید؟ ۷: نشریه اراده ملت؛ نگاهی به ارگان رسمی حزب اراده ملت ایران (۱۳۹۶ تا ۱۴۰۲)
- حاما چه می‌گوید؟ ۸: نگاهی به دیدگاه‌ها و برنامه‌های حزب اراده ملت ایران (۱۳۷۹ تا ۱۴۰۲)
- گامی با نهادهای مدنی ۱: دستنامه آموزشی حزب سیاسی
- گامی با نهادهای مدنی ۲: در مواجهه سیاست و روان
- گامی با نهادهای مدنی ۳: افزایش مشارکت سیاسی جوانان از طریق انتخابات
- گامی با نهادهای مدنی ۴: احزاب سیاسی و جوانان
- گامی با نهادهای مدنی ۵: نقش شورا در توسعه سیاسی با نگاهی به شورای شهر تهران
- گامی با نهادهای مدنی ۶: چگونه اتحادیه کارگری ایجاد نمائیم.
- لزوم اجماع بر سر منافع ملی
- اندیشه‌های سید قطب و تأثیر آن بر جنبشهای اسلامی مصر معاصر
- مردم سالاری اجتماعی ۱: مبانی مردم سالاری اجتماعی (سوسیال دموکراسی)
- مردم سالاری اجتماعی ۲: مردم سالاری اجتماعی (سوسیال دموکراسی) به سبک اسکاندیناوی
- مردم سالاری اجتماعی ۳: دولت رفاه و مردم سالاری اجتماعی (سوسیال دموکراسی)
- مردم سالاری اجتماعی ۴: اقتصاد و مردم سالاری اجتماعی (سوسیال دموکراسی)
- مردم سالاری اجتماعی ۵: بنیان‌های مردم سالاری اجتماعی (سوسیال دموکراسی)
- مردم سالاری اجتماعی ۶: جهانی شدن و مردم سالاری اجتماعی (سوسیال دموکراسی)
- مردم سالاری اجتماعی ۷: نگاهی به دلایل افول مردم سالاری اجتماعی (سوسیال دموکراسی)
- روند دیپلماسی نفتی ایران قبل و بعد از خروج آمریکا از برجام
- ساعت صفر توسعه و امنیت سیاسی
- راقمان انقلاب‌ها
- فریادی بر دیوار
- مشاغل دور از نظر ۱: به همین نحیفی! سهم ما از تاریخ (نگاهی به شغل تکنسین بیهوشی)
- یک مرد
- یک خوشه نور
- بالکن رسوائی
- خاطره نگاری ۱: آدم کسی نبودن
- پرسه در حوالی سیاست
- سازوکار حزبی ۱: قالب بندی و ساختاردهی یک حزب
- سازوکار حزبی ۲: چگونگی برگزاری انتخابات و تصمیم گیری در احزاب
- سازوکار حزبی ۳: تدوین خطمشی و راهبری در احزاب سیاسی
- سازوکار حزبی ۴: دستیابی و پیوند با مخاطبین در احزاب سیاسی